# Jana Altmannová
Jana Altmannová (17. října 1944 Praha – 30. října 2021 Čerčany) byla česká herečka, loutkoherečka, dabérka a pedagožka. Jejím manželem byl malíř a grafik Jiří Altmann.

## Životopis
Vystudovala DAMU. V letech 1968–1969 působila v Essenu v loutkovém divadle Hohnsteiner Puppenspieler, poté do roku 1972 na Vyšší sociální pedagogické škole učila divadlo pro děti a mládež. Poté účinkovala v Divadle Spejbla a Hurvínka. V letech 1974–1974 pracovala v Ústředním loutkové divadle v Praze. Dále spolupracovala s loutkovými divadly v Německu a na Slovensku jako režisérka. Kromě herectví se věnovala dabingu a pořádala kurzy sebeprezentace a rétoriky. Od roku 1982 vyučovala jevištní mluvu na DAMU a působila i na katedře alternativního a loutkového divadla.

## Filmografie

### Filmy
- 1979 Jak rodí chlap
- 1980 Vrchní, prchni
  - Dívka s mušlí
  - Co je doma, to se počítá, pánové...
- 1981 Kam zmizel kurýr
- 1982 Příště budeme chytřejší, staroušku!
- 1984 Rozpuštěný a vypuštěný
  - Až do konce
- 1985 Já nejsem já
- 1986 Operace mé dcery
  - Cena medu
  - Antonnyho šance
- 1987 Páni Edisoni
- 1990 Marta a já
- 1992 Trhala fialky dynamitem
- 1993 Konec básníků v Čechách
- 1994 Řád
  - Andělské oči
- 1995 Schlafes Bruder
  - Mutters Courage
- 1996 Kolja
- 2003 Kameňák
- 2004 Napola
- 2008 Kozí příběh - pověsti staré Prahy
- 2012 Školní výlet
- 2013 Babovřesky
- 2014 Babovřesky 2
- 2015 Babovřesky 3

### Televizní filmy
- 1981 Výhra admirála Kotrby
- 1988 O princi Bečkovi
- 1989 Kdo probudí Pindruše ...?
- 1996 Dům poslední radosti
- 1997 Kouzelný bolehoj
  - Cyprián a bezhlavý prapradědeček
- 2000 Český Robinson
- 2003 Iguo Igua
- 2004 I ve smrti sami
  - Agentura Puzzle: Pohřeb
- 2005 Všichni musí zemřít
  - Vykoupen láskou: Tajemství Červeného domu
- 2006 Vřesový trůn
- 2008 Taco a králíček
- 2009 Princezna Ano
- 2010 Osudové peníze

### Seriály
- 1988 Druhý dech
- 1993 Arabela se vrací aneb Rumburak králem Říše pohádek
- 1994 Bylo nás pět
  - O zvířatech a lidech
- 1999 Sturmzeit
- 2000 To jsem z toho jelen
- 2001 Stříbrná paruka
- 2002 Místo nahoře
- 2004 Rodinná pouta
- 2005 Ordinace v růžové zahradě
  - Ulice
  - 3 plus 1 s Miroslavem Donutilem
- 2006 Škola Na Výsluní
  - Příkopy
  - Letiště
- 2007 Trapasy
- 2009 Vyprávěj
  - Poste restante
- 2010 Ach, ty vraždy!
  - Cukrárna
- 2012 Gympl s (r)učením omezeným
- 2021 Třídní schůzka

### Dabing
- 1973 Robin Hood
- Příběhy Tipa a Tapa